# ۱۲۷۶ (خورشیدی)
۱۲۷۶ هزار و دویست و هفتاد و ششمین سال هجری خورشیدی سالی کبیسه خورشیدی است.

## زادگان
- الله یار صالح، سیاستمدار
- ذبیح الله منصوری، مترجم
- بدیع الزمان فروزانفر، ادیب سرشناس ایرانی و استاد زبان و ادبیات فارسی
- علی اکبرخان شهنازی، موسیقی دان و نوازنده سرشناس تار
- ۲ بهمن - احمد شاه، آخرین پادشاه سلسله قاجاریه در ایران

## درگذشتگان
- ۲۵ فروردین - عباس میرزا ملک‌آرا (زاده: ۱۲۱۸): شاهزاده قاجار و برادر ناتنی ناصرالدین‌شاه قاجار.
- ٤ بهمن - ملا محمد اشرفی (زاده: ١١٨٣ خورشیدی) : مرجع شیعه و فقیه قرن ١٣ قمری